# Pueblo Viejo, Las Choapas
Pueblo Viejo är en ort i Mexiko.   Den ligger i kommunen Las Choapas och delstaten Veracruz, i den sydöstra delen av landet, 600 km öster om huvudstaden Mexico City. Pueblo Viejo ligger 102 meter över havet och antalet invånare är 174.
Terrängen runt Pueblo Viejo är huvudsakligen kuperad. Pueblo Viejo ligger nere i en dal. Runt Pueblo Viejo är det ganska glesbefolkat, med 39 invånare per kvadratkilometer. Närmaste större samhälle är Chimalapa 2da. Sección, 5,5 km öster om Pueblo Viejo. I omgivningarna runt Pueblo Viejo växer huvudsakligen savannskog.